# イサナヴァルマン
チャンパ王国（林邑）第4王朝の第6代女王（在位：645年 - 653年）は、第3代国王カンダルパダルマの娘。

## 生涯
カンダルパダルマの嫡出の娘。名は不詳。甥のバドレーシュヴァラヴァルマンが廃位された後、大臣たちによって女王に擁立されたが、国内は治まらなかった。大臣の可倫翁定は、チェンラに逃れていたプラカーシャダルマを迎えて王位につけ（ヴィクランタヴァルマン1世）、カンダルパダルマの娘を妃として娶らせた。

## 参考資料
- George Cœdès (May 1, 1968). The Indianized States of South-East Asia. University of Hawaii Press. ISBN 978-0824803681
- R. C. Majumdar (1927). Ancient Indian colonies in the Far East. Vol. I, Champa. Punjab Sanskrit Book Depot
- Geetesh Sharma (2010). Traces of Indian Culture in Vietnam. Rajkamal Prakashan. ISBN 978-8190540148
- 『旧唐書』巻一百九十七 列伝第一百四十七 南蛮
- 『新唐書』巻二百二十二 列伝第一百四十七 南蛮

| スタブアイコン | サブスタブ | この項目は、まだ閲覧者の調べものの参照としては役立たない、人物に関連した書きかけの項目です。この項目を加筆・訂正などしてくださる協力者を求めています（P:人物伝/PJ:人物伝）。 |